# Salt (Catalogne)
Salt est une commune de la comarque de Gironès dans la province de Gérone en Catalogne (Espagne).

## Géographie

### Localisation
Elle est située près de Gérone, la capitale de la province du même nom. Elle fait partie de la zone urbaine de Gérone.

### Communes limitrophes
Les communes limitrophes sont  Bescanó, Gérone, Sant Gregori et Vilablareix.

## Économie
La commune abrite le célèbre constructeur de motocyclette Gas Gas.